# Tahitis herrlandslag i strandfotboll
Tahitis herrlandslag i strandfotboll representerar, liksom fotbollslandslaget, Franska Polynesien, i strandfotboll för herrar. Laget styrs av Fédération Tahitienne de Football. Tahitis strandfotbollslandslag har sedan 2011 varit ett av de starkaste lagen i strandfotboll. Laget gjorde vid VM 2013 historia då man blev den första nationen från Stillahavs-regionen att kvalificera sig för utslagsspelet i en Fifa-turnering. Vid VM 2017 gjorde man historia på nytt då kom man till final, där Brasilien blev försvåra.